# Пута (мыс)
Мыс Пута (азерб. Puta burnu) — мыс на востоке Азербайджана, в Гарадагском районе города Баку. Расположен на западном берегу Каспийского моря, к западу — юго-западу от мыса Шихов.
В советские годы на территории был расположен пляж.

## География
Мыс сложен из осадочных пород антропогенового периода.
Мыс представляет собой небольшую каменистую возвышенность, высотой до 3,5 м, которая тянется вдоль береговой линии.
Согласно описанию береговой линии Каспийского моря, данному Касумом Гюлем в 1950-х годах, от мыса Пута, берег сворачивал на север и образовывал небольшой залив, а затем продолжался в общем направлении на запад — юго-запад. Также, он отмечал, что в 4 км на запад — юго-запад от мыса Пута, в 200 м от берега располагались небольшие Каменистые острова.